# Jock Wallace
Jock Wallace est un joueur et entraîneur de football écossais né le 6 septembre 1935 et mort le 24 juillet 1996.
Après une carrière de gardien de but dans divers clubs anglais et écossais, il devient entraîneur-joueur des Berwick Rangers en 1966. C'est avec les Glasgow Rangers qu'il connaît le plus de succès : sous son égide, le club réalise deux triplés (championnat, coupe d'Écosse et coupe de la Ligue) en l'espace de trois ans au milieu des années 1970.
Il a également entraîné Motherwell en Écosse, Leicester City et Colchester United en Angleterre et le FC Séville en Espagne.

## Biographie
En janvier 1967, alors qu'il est entraîneur-joueur des Berwick Rangers, son club élimine les Glasgow Rangers au premier tour de la coupe d'Écosse, un résultat considéré comme l'un des plus surprenants de l'histoire de la compétition.
Après un passage dans l'encadrement du Heart of Midlothian FC, Wallace rejoint les Rangers en 1970 comme assistant de l'entraîneur Willie Waddell. Il a recours à des méthodes brutales pour endurcir les joueurs, qu'il contraint à courir jusqu'à les faire vomir d'épuisement dans les dunes de sable de Gullane. Il succède à Waddell comme entraîneur principal des Rangers dans la foulée du titre européen de 1972 et offre au club son premier championnat d'Écosse depuis onze ans en 1975. Le club remporte également la coupe d'Écosse et la coupe de la Ligue lors de cette saison faste.
Après avoir décroché un deuxième triplé en 1978, Wallace quitte les Rangers à la surprise générale pour aller entraîner le club anglais de Leicester City. Afin de continuer à appliquer les méthodes qui lui ont tant réussi en Écosse, il fait édifier une dune géante à Leicester. Le club remporte le championnat de deuxième division en 1980, mais son jeune effectif connaît des difficultés dans l'élite et passe la majeure partie de la saison 1980-1981 dans la zone de relégation. À la recherche d'un meneur de jeu expérimenté, Wallace négocie la venue de Johan Cruyff à Leicester, mais le joueur néerlandais choisit de rejoindre Levante, en Espagne. Malgré une victoire de prestige sur le Liverpool de Bob Paisley à Anfield qui interrompt une série de 85 matches à domicile sans défaite pour les Reds, Leicester City n'échappe pas à la relégation à la fin de la saison.
Wallace rentre en Écosse pour une saison 1982-1983 infructueuse sur le banc du Motherwell FC. Rappelé par les Rangers, il retourne à Ibrox Park jusqu'en 1986, ajoutant deux coupes de la Ligue au palmarès du club.
Il entraîne ensuite le FC Séville pendant la saison 1986-1987, devenant le premier entraîneur écossais d'une équipe du championnat d'Espagne de football. Il s'appuie beaucoup sur les joueurs issus du centre de formation, mais le club termine l'exercice à une décevante neuvième place et Wallace n'est pas reconduit dans ses fonctions.
Son dernier club est Colchester United, qu'il dirige pendant quelques mois en 1989. Souffrant de la maladie de Parkinson, il meurt à l'âge de soixante ans en 1996 à Basingstoke, dans le Hampshire. Il est élu membre du Scottish Football Hall of Fame en 2016.

## Palmarès
Avec les Glasgow Rangers :
- Championnat d'Écosse (3) : 1975, 1976, 1978
- Coupe d'Écosse (3) : 1973, 1976, 1978
- Coupe de la Ligue (4) : 1976, 1978, 1984, 1985

Avec Leicester City :
- Championnat d'Angleterre D2 (1) : 1980